# Final Scratch
A Final Scratch egy DJ eszköz, amelyet először egy holland cég (N2IT) hozott létre Richie Hawtin (Plastikman) és John Acquaviva közreműködésével. Ez az eszköz lehetővé teszi, hogy a DJ vissza tudja játszani és manipulálni a digitális zenét (mp3) úgy, hogy a tradicionális mikrobarázdás lemezt illetve lemezlejátszót használ.

## Működési elv
A különleges vinyl lemezbe egy bizonyos „időkód” van bevésve, amely egy normális lemezlejátszó játszik le. Amikor lejátszotta, a jelet amelyet az lead, egy computer ismer fel, ami a lemezlejátszókhoz van kötve egy szerkezeten keresztül, melynek a neve ScrachAmp. A jelzés amelyet az időkód ad azt mutatja meg, hogy pontosan hol is áll a tű a zenén belül, hogy mely irányba halad és pontosan milyen sebességgel. Ezt az információt a computer ismeri fel. Ezt arra használják, hogy digitális zenét játszanak vissza az által, hogy a computer segítségével akármilyen digitális formátumú zenét ki tudjanak vetíteni, térképezni egy hagyományos lemezre.
Ez azt jelenti, hogy akármilyen digitális zenét manipulálni tudunk anélkül, hogy az rá kellene nyomtatni illetve ráírni a lemezre. Ennek rengeteg előnye van a DJ-ek számára, ugyanis egy laptoppal tízezer és annál több zeneszámmal is megjelenhetnek akárhol, ellentétben a lemezekkel, amelyeknek kapacitása sokkal kisebb és sokkal nehezebbek is, és emellett drágák is.

## Történelem
A Final Scratch több szakaszon ment át a végső fejlesztés létrejöttéig. Ezek a szakaszok szponzorok részvételével, hardware konfigurációkkal, software és operációs rendszerek fejlesztésével jelölhetőek meg.

### Bemutatás
A Final Scratchet eredetileg Be operációs rendszerre (BeOS) tervezték, és a „Be Developer Conference”-en (Be Fejlesztési Konferencián) mutatták be először 1998-ban.

### Final Scratch 1.x

#### Final Scratch 1.0
A Final Scratch 1 minden típusa ugyanazt a ScratchAmpet használja, amely egy USB és egy RCA készülék egy kerek műanyag hengerben. A technikai specifikációkkal egyesek nem voltak elégedettek, ugyanis a rendszer instabilnak bizonyult, ezért kihívták a Be céget azzal, hogy Philips hang chipeket alkalmaztak, amelyek már előre beszerezhetőek voltak. Ugyanaz a chipbeállítás volt jelent más USB audió berendezéseknél amelyeket például a Griffin vagy a Roland gyártott.
Az FS 1.0 csakis PC-re jelent meg egy különleges átszerkesztett Debian Linux operációs rendszerrel. Igencsak primitív volt, de a felhasználók úgy találták, hogy helyesen van konfigurálva, ezért ez az operációs rendszer követte a többi 1.x-es Final Scratch fejlesztést.

#### Final Scratch 1.1

A Traktor Final Scratch software

Az FS 1.1-es típusnál a Stanton Magnetics elkezdett együtt dolgozni a Native Instruments-szel egy software-en, és így jött létre a „Traktor Final Scratch” és mint DJ software-t eladásra küldték,  elejében csak Linux-on működött, később viszont áttervezték Macintoshra is, pontosabban a Mac OS X operációs rendszerre.

#### Final Scratch 1.5
A következő nagy átdolgozás az 1.5-ös verziónál történt, amelyben hozzáadták a Windows XP támogatást is a software-hez, valamint azt a képességet, hogy a hang magasságát és lejtését változtassuk, amellett, hogy a ütem nem változik. Az interfész alig változott valamit, bár az eredeti Windows ScratchAmp driverekkel voltak némi bajok, de ez gyorsan korrigálva lett.

### Final Scratch 2
A második típus nem csak egy új meghajtó software-t tartalmazott, de emellett egy új ScratchAmp-et is. Ez az új ScratchAmp eléri a 24 bit/96 kHz digitális minőségű zene lejátszását és ugyanilyen minőségű felvételezést is. Hozzá lett adva egy ASIO driver, MIDI ki és bemenetel és FireWire kapcsolódást használ az előző USB helyett, hogy a zene késleltetését kikerüljék, ugyanis a FireWire gyorsabb összeköttetést jelent, mint az USB. A ScratchAmp kettes verziója kompatibilis a Native Instrument Traktor DJ Studio-jával is (kezdve a 2.6 verziótól a 3.2.0.80-ig, ugyanis a Native Instruments megszakította a ScrachAmp-pel való kompatibilitást, mert saját Traktor Scratchet készítettek) hogy lehetővé tegyék a hanglemez irányítását a Traktor alkalmazás felületén. Az új ScratchAmp Boynton Beachen lett fejlesztve, Floridában, egy valóban törekvő csapat által, amely Alan Flum, Len Bryan, Mark DeMouy és Jim Mazur.

#### Final Scratch Open
2005 végén, Stanton és Native Instruments befejezték az együttműködést. Stanton továbbra is adta el a ScratchAmpet, mint a Final Scratch Open részét, amelyet 2007 elején mutattak be. Stanton úgy állította be, hogy a ScratchAmp együtt tudott működni akármelyik audio software-rel ASIO-n keresztül, vagy WDM-en Windows-szal, illetve CoreAudion-n Mac OS X-en. Annak ellenére, hogy a Windows és a Macintosh audió alkalmazásai látszólag kompatibilisek a Final Scratch Open-nel, továbbra sem volt dedikált originális software program DJ-kedéshez a ScratchAmp hardware-hez.

## Szerkezet
A Final Scratch-ben történő működések valóban egyszerűek és könnyen megérthetőek. Sok nyitott forráskódú software könyvtár lett létrehozva, hogy sikerüljön megfejteni a Final Scratch időkódjait. Ez az információ ezekből a könyvtárakból jön.

### Felállítás
Final Scratchel való dolgozáshoz öt berendezésre van szükség:
1. Egy computer, amely egy kompatibilis software-en fut, általában a Native Instrument Traktorja.
2. A ScratchAmp.
3. Kettő lemezlejátszót, vagy kettő DJ számára készített CD lejátszót.
4. Kettő időkódos lemezt, vagy kettő időkódos CD-t, lejátszótól függ.
5. Egy Audio Mixer.

#### ScratchAmp
A ScratchAmp egy FireWire (FS 2 és FS Open verziók) vagy USB (FS 1 verzió) audio készülék. Kettő sztereó bemenetellel, hogy ezzel olvassa a lemez által kibocsátott időkódot, és kettő sztereó kijáratot, amelyen kiküldi az időkód által feldolgozott zenét.
A ScratchAmp nem tárol magában semmilyen adatot, hangot, zenét. Arra van, hogy kommunikáljon egy PC-vel, általában egy laptoppal egy FireWire vagy USB kábelen keresztül. A laptop Final Scratch kompatibilis software-t használ, hogy felismerje az időkódot, és visszajátssza a digitális zene fájlt annak alapján, hogy az időkód mit diktál. Ezután audió adatot küld vissza, ugyanazon a FireWire vagy USB kapcsolaton a ScratchAmp-nek, amely ekkor elküldi ezt az audió szignált a hangszóróba, és itt lejátsszák.

#### Az időkódos lemez és az időkód
A Final Scratch összes berendezése közül a legbonyolultabb az a bizonyos időkód, mely rá van nyomtatva, illetve bele van írva a lemezbe vagy CD-be. 1200 hertzes amplitúdójú szinusz hullámokat rögzítenek a lemezre a jobb és a bal csatornán 90 fokos fáziseltéréssel. A két csatorna biztosítja a folyamatos információt az időkód megfelelő gyorsaságú érzékeléséhez. Ebben a körfolyamatban mindkettő hullámban kettő adat van tárolva: az egyik a pozitív fél periódusban, a másik a negatív félperiódusban. A relatív amplitúdó mindkettő félperiódusban egy bináris egyest, vagy egy bináris nullát eredményez. A relatív magas amplitúdó valamelyik fokon bináris egyest eredményez, a relatív alacsony amplitúdó viszont bináris nullát. Mindkettő csatornán más-más erősségű hang (bitstream) folyik át, a bal csatorna nem egyforma a jobbal.

#### Pozíció megtalálása
Az időkódok 40 individuális bitet tartalmaznak magukban, vagy 20 fordulatot mindkét kanális hullámalakjában. Ha a jobb kanálison a bit sorozat 0, 0, 0, 1 az a kezdősorozatot jelenti egyetlen időkódnak. Ez a négy adat a négy másik négy egyező adattal a bal kanálison, és a következő 16 bitet mindkettő kanálison úgy lehet dekódolni mint egy egész számot egy pozícióról, amely azt mutatja meg, hogy a tű pontosan hol van a lemezen és ezzel azt, hogy melyik részét kell az adott zeneszámnak leadni.

#### Sebesség megtalálása
A sebesség, amelyen a felvétel fut az a lemez pörgésének sebessége. Ezt a ScratchAmp úgy állapítja meg, hogy összehasonlítja a hullámvölgyek frekvenciáját, amelyek le vannak olvasva a lemezről azzal a frekvenciával, amely az eredeti frekvenciája a hullámvölgynek a felvételről normális sebesség mellett. Ez a különbség a hullám frekvenciájában mutatja meg, hogy milyen gyorsan mozog a lemez.

#### Irány megtalálása
Az irány amelyben az adott felvétel fut akármilyen megadott időben megtalálható a fázis különbségében a hullámoknál a két kanálison. Ez a procedúra ugyanolyan, mint ahogy a golyós egérnél, hogy merre mozgatjuk az egeret, arra mozog a golyó is.

#### Hibák, hibák okai
Amiatt, hogy egyetlen időkód 40 egymást követő adatot tartalmaz, az olvasási hibák okozhatják azt, hogy egy időkód olvashatatlan legyen akkor is, ha egyetlen adat a 40 közül félreolvasódik. Egy ilyen adat amely olvashatatlanná vált megfelel egy karcolásnak, ami egy egész 40 adatnyi hosszúságot azonnal olvashatatlanná tesz. A por is okozhat hasonló gondokat az olvasásban.

## Külső hivatkozások
- Technowar Elektronikus Zenei Portál – FinalScratch mixek
- Rane Serato Scratch Live – a FinalScratch rendszer méltó versenytársa